# People (Purple Disco Machine)
People è un singolo del DJ Purple Disco Machine in collaborazione con i Teenage Mutants, pubblicato il 24 gennaio 2014.

## Tracce
1. Purple Disco Machine & Teenage Mutants – People (Original Mix) – 8:06
2. Purple Disco Machine & Teenage Mutants – People (Original Dub Mix) – 8:06